# コゲツノブエ
コゲツノブエ（焦げ角笛）、学名 Cerithium coralium は、吸腔目オニノツノガイ科に分類される巻貝の一種。インド太平洋の熱帯・亜熱帯域に分布し、内湾の砂泥底に生息する。和名末尾に「貝」をつけ「コゲツノブエガイ」と呼ばれることもある。

## 特徴
成貝は殻高30mm・殻径10mmほどで、螺層はほぼ膨らみがなく整った円錐形である。殻の色は暗褐色-黄褐色で、個体や生息地の条件により灰黒色も見られる。殻表には縦横に溝が走り、大きさが揃った丸い顆粒が3列に規則正しく並ぶ。ただし殻頂や背面の顆粒は磨耗しやすく、螺肋が横縞状にわずかに残るだけの個体もいる。
成貝の体層は殻口左側に瘤が形成され、断面は円ではなくやや背腹に平たい。殻口は縦長の楕円形で、殻に対してやや斜めに開き、短い水管と後溝があり、外側が肥厚する。殻口外縁には小さな突起が放射状に並び、横から見ると「～」形に湾曲する。なお若い個体では殻口が肥厚せず、左側にも瘤がない。
標準和名の「ツノブエ」は、形や彫刻が整った貝殻が装飾を施された角笛に似ることに由来し、カニモリガイ属 Cerithium の複数の種類にこの名が充てられている。本種はその中でも黒褐色が強く、和名通り焦げているように見える。また科が異なるウミニナ Batillaria multiformis、カワアイ Pirenella pupiformis にも似るが、殻の膨らみがない円錐形であること、殻口が肥厚すること、殻表の彫刻が顆粒状であることで区別できる。

### 生態
インド太平洋の熱帯・亜熱帯海域に分布し、日本では紀伊半島以南の暖流に面した地域で見られる。
河口や内湾の砂泥底に生息し、干潟やマングローブで見られる。オニノツノガイ科は浅海の岩礁・サンゴ礁性のものが多く、本種のように内湾砂泥底に棲むものは珍しい。また本種は潮が引いても水が残る澪筋、タイドプール、干潮線付近等の狭い区域に集まっており、ウミニナ類よりはカノコガイ Clithon faba、ヒメカノコ Cl. oualaniense 等とよく見られる。また砂泥に浅く潜っていることも多く、干潟の表面に出ている本種の多くは死殻、またはユビナガホンヤドカリ Pagurus minutus、テナガツノヤドカリ Diogenes nitidimanusなどの小型ヤドカリ類が入っている。

## 保全状態評価
- 絶滅危惧II類 (VU)（環境省レッドリスト）

- - 県別レッドリスト

絶滅危惧I類 - 兵庫県（2014年「Aランク」[3]）・宮崎県（2015年[4]）
絶滅危惧II類 - 三重県[5]・長崎県（2016年[6]）
準絶滅危惧 - 高知県（2017年[7]）・熊本県（2014年[8]）鹿児島県（2014年[9]）
その他 - 徳島県（2013年「留意」[10]）

日本では南日本に分布するが、内湾の埋立や環境汚染により生息地・個体数とも減少している。死殻しか見つからない干潟もある。日本の環境省が作成した貝類レッドリストでは2007年版で絶滅危惧II類（VU）として掲載され、各県が独自に作成したレッドリストでも8県で絶滅危惧種として名が挙がっている。干潟の環境保全上で留意すべき種類である。
しかし一方で多産地発見等の報告もある。例えば長崎県レッドリストでは2010年版で「絶滅危惧IB類(EN)」とされたが2016年改訂で「絶滅危惧II類(VU)」とランクダウンした。沖縄県レッドリストでは2005年版で一旦「準絶滅危惧」とされたが2017年版で削除された。